# Chlorita beieri
Chlorita beieri är en insektsart som beskrevs av Dlabola 1959. Chlorita beieri ingår i släktet Chlorita och familjen dvärgstritar. Inga underarter finns listade i Catalogue of Life.